# Microtropis gracilipes
Microtropis gracilipes là một loài thực vật có hoa trong họ Dây gối. Loài này được Merr. & F.P. Metcalf mô tả khoa học đầu tiên năm 1937.